# ترودی کارتر
ترودی کارتر (انگلیسی: Trudi Carter؛ زادهٔ ۱۸ نوامبر ۱۹۹۴) بازیکن فوتبال اهل جامائیکا است.
وی همچنین در تیم‌های ملی فوتبال Jamaica women's national under-17 football team, Jamaica women's national under-20 football team، و زنان جامائیکا بازی کرده‌است.